# Burtî, Kremenciuk
Burtî (în ucraineană Бурти) este un sat în comuna Bilețkivka din raionul Kremenciuk, regiunea Poltava, Ucraina.

## Demografie
Componența lingvistică a localității Burtî
     Ucraineană (89,17%)
     Rusă (10,11%)
Conform recensământului din 2001, majoritatea populației localității Burtî era vorbitoare de ucraineană (89,17%), existând în minoritate și vorbitori de rusă (10,11%).